# Tito Puente
Ernesto Antonio „Tito” Puente (New York, 1923. április 20. – New York, 2000. május 31.) Puerto Ricó-i származású amerikai ütőhangszeres zenész. A „latin zene királya” volt. A legfontosabb muzsikusok, akikkel együtt játszott: Astor Piazzolla, Dizzy Gillespie, Lionel Hampton, Ben Webster, Miles Davis, Thad Jones, Count Basie, Duke Ellington.

## Pályakép
Puerto Ricó-i ősöktől származott. Táncos szeretett volna lenni, de egy baleset ebben megakadályozta. Tizenhárom évesen kezdett dobolni egy big bandben, majd zeneszerzést, zongorát tanult a Juilliard zeneiskolában, ahol hangszerelni is megtanult.
Puente 1947-ben megalapította a Piccadilly Boys nevű zenekart, amit aztán nagyzenekarrá bővített. Repertoárján a big-band zenétől a bossa nováig és a popzenéig minden szerepelt, de általában a salsa volt középpontban.

## Lemezek
- Több mint 100 lemeze jelent meg.
- Discography (angolul)

## Film
- 1992: A mambó királyai (amerikai-francia zenés film)

## Díjai, elismerései
(Lásd az infoboxban →)